# UFO: Aftermath
UFO: Aftermath là tựa game chiến thuật thời gian thực/chiến lược theo lượt lấy chủ đề người ngoài hành tinh xâm lược Trái Đất do hãng ALTAR Interactive phát triển và được Cenega Publishing phát hành vào năm 2003. Đây là trò chơi dùng để tôn vinh dòng game X-COM vốn có nguồn gốc từ tựa game chưa hoàn thành The Dreamland Chronicles: Freedom Ridge. Sau game này là hai phần tiếp theo mang tên UFO: Aftershock (2005) và UFO: Afterlight (2007).
Khái niệm của trò chơi tương tự như X-COM: Genesis chưa được phát hành. Người chơi đảm nhận vai trò chỉ huy những thành viên loài người cuối cùng còn lại trên Trái Đất và dẫn dắt nhóm này vượt qua cuộc khủng hoảng để cuối cùng đập tan mối đe dọa từ người ngoài hành tinh. UFO: Aftermath kết hợp chiến lược toàn cầu với các nhiệm vụ chiến thuật, bao gồm cách tiếp cận theo phong cách nhập vai (RPG) đối với các thuộc tính và kỹ năng của từng người lính trong game.

## Cốt truyện
Cốt truyện trong game bắt đầu vào tháng 5 năm 2004, khi có sự xuất hiện của một con tàu vũ trụ khổng lồ kỳ lạ đang trên đường tiếp cận Trái Đất. Lượn lờ trên hành tinh này một thời gian ngắn, chiếc tàu lạ khởi động tiến trình giải phóng những đám mây bào tử lớn lên tầng trên của bầu khí quyển. Nhân lên nhanh chóng, các bào tử sớm làm bầu trời tối sầm, che khuất toàn bộ Mặt Trời. Thời kỳ này được gọi là "Chạng Vạng". Khi đạt đến khối lượng tới hạn trên bầu trời, các bào tử bắt đầu đổ mưa xuống, làm tắc nghẽn đường phố và các vùng nước, khiến nhiều người thiệt mạng trong nhà và chôn vùi động vật trong tự nhiên.
Trong giai đoạn mà game đặt tên là "Hoàng Hôn", hầu hết các dạng sống cao hơn trên Trái Đất đều bị xóa sổ. Xuyên suốt thời kỳ Chạng Vạng, mọi phản ứng của con người đều vô ích. Các chính phủ trên thế giới đã thận trọng trước hành động gây hấn, không nhận ra kết cục có thể đến nhanh chóng và đều bị người ngoài hành tin xóa sổ. Tuy vậy, còn lại một số ít người sống sót đã tự giấu mình trong các căn cứ dưới lòng đất với nguồn dự trữ lương thực và oxy. Sau vài tuần, các bào tử dường như tan rã, phân hủy và lắng xuống đất.
Người chơi giờ đây phải tập hợp các dân tộc còn sót lại trên Trái Đất, tìm hiểu chuyện gì đã xảy ra và gầy dựng lực lượng chống chọi với người ngoài hành tinh đã gây ra thảm họa diệt vong này. Phe ngoài hành tinh mà người chơi giao chiến trong game gọi là Reticuli, phần nhiều đều phải phụ thuộc vào Grey, là chủng tộc kiểm soát nhiều dạng sống đột biến khủng khiếp khác nhau.

## Lối chơi

Hình chụp màn hình giao diện chiến đấu trong game.

Lối chơi bắt nguồn sâu xa từ dòng game X-COM, UFO: Aftermath kết hợp các yếu tố chiến lược với chiến thuật dựa trên đội hình. Trò chơi bao gồm hai giai đoạn xen kẽ: giai đoạn chiến lược giúp người chơi điều khiển và mở rộng tổ chức của mình, và giai đoạn chiến thuật giúp người chơi điều khiển các đơn vị quân giao chiến với kẻ thù ngoài hành tinh.
Giai đoạn chiến lược cho phép người chơi trang bị cho đội quân trong những pha hành động, mua sắm trang thiết bị và nhân sự mới, đồng thời tiến hành nghiên cứu để có thể sản xuất những loại trang thiết bị tiên tiến hơn. Các điểm đánh dấu nhiệm vụ bật lên trên hình ảnh địa cầu thể hiện vị trí mà người chơi có thể cử đội quân của mình đi tham chiến. Người chơi còn được phép mở rộng lãnh thổ riêng bằng cách giành chiến thắng trong các trận đánh từ đó giúp người chơi tiếp cận được nhiều tài nguyên hơn.
Giai đoạn chiến thuật trong game có nghĩa là chiến đấu thời gian thực. Tất cả các chiến binh di chuyển và hành động đồng thời, thay vì sử dụng cơ chế theo lượt. Người chơi có thể tạm dừng thời gian hoặc thiết lập cơ chế tự động tạm dừng trong các sự kiện nhất định và ra lệnh cho quân của mình. Khác với dòng game X-COM, chiến trường trong phiên bản này được thể hiện dưới dạng góc nhìn 3D có thể xoay hoàn toàn.

## Đón nhận
UFO: Aftermath chỉ nhận được đánh giá trung bình từ giới phê bình game. GameSpot chấm cho game 6,4/10 điểm vì một số tính năng đơn giản và bị thiếu, trước đây từng thấy trong X-COM, cho phép lối chơi của gamecó chiều sâu hơn. IGN chấm cho game 7,5 điểm (Tốt), chỉ trích sự đơn giản và thiếu một số tính năng của dòng X-COM. GameSpy thì đưa ra lưu ý "Nhược điểm: AI và cơ chế tìm đường tồi tệ; nhiệm vụ lặp đi lặp lại; lối chơi phần chiến lược nông cạn; lỗi thùng chứa đồ dai dẳng," nhưng khen ngợi một số phần trong game.

## Di sản game
Cả hai công cụ chính thức và bên thứ ba đều tồn tại để giúp tùy chỉnh UFO: Aftermath. Để khuyến khích người dùng mod, nhà phát hành đã tổ chức một cuộc thi chính thức, kết quả là các bản mod sẽ ảnh hưởng đến nhiều khía cạnh của trò chơi, bao gồm phần giao diện, mô hình vũ khí và nhân vật.